# Bill Robinson
Bill "Bojangles" Robinson (Richmond, 25 de maio de 1877 – Nova Iorque, 25 de novembro de 1949) foi um ator e dançarino, mais conhecido por ter sido o primeiro artista negro mais bem pago da indústria do entretenimento, na primeira metade do século XX. Sua longa carreira espelhou muitas das mudanças que ocorreram no gosto do público e nas tecnologias cinematográficas. Começou como atuando em minstrel shows e trabalhou na Broadway, em Hollywood, no rádio e na televisão. Sua principal assinatura era o sapateado nos degraus das escadas, de onde vinha descendo e dançando ao mesmo tempo. Bill também é conhecido por ter dançado ao lado de Shirley Temple em uma série de filmes durante os anos 1930 e por ter estrelado o musical Stormy Weather, em 1943. É também o primeiro artista vaudeville sem a necessidade de usar o recurso do blackface.

## Vida pessoal
Nascido Luther Robinson, Bill nasceu em Richmond, Virginia, criado na vizinhança de Jackson Ward, em 1878. Seus pais eram Maxwell e Maria Robinson, cantora de coral. Sua avó o criou depois da morte dos pais em 1884, ele de doença cardíaca e ela de causas naturais. Os detalhes pessoais de sua infância e adolescência foram perpetuados por ele mesmo, como o fato de não gostar do nome Luther. Ele então sugeriu a seu irmão Bill que eles deviam trocar de nomes. Eventualmente a mudança nos nomes dos irmãos foi feita.
Seu irmão acabou por adotar o nome de Percy, tornando-se posteriormente músico.
Aos cinco anos, Bill começou a dançar por dinheiro, em jardins públicos ou em frente a teatros por alguns centavos. Um agente o viu se apresentar do lado de fora do Globe Theater, em Richmond, e lhe ofereceu um trabalho como caixa em um minstrel shows. Na época, atores brancos interpretavam personagens negros utilizando-se da caricata técnica do blackface. Em 1890, aos 13, Bill fugiu para Washington, D.C., onde aceitava qualquer tipo de trabalho, até mesmo como jockey. Foi vendedor de jornais, junto de Al Jolson e em 1891 ele foi contratado por Whallen and Martel, novamente como caixa de um minstrel shows, fazendo piadas e cantando ocasionalmente.
Em 1898 ele voltou para Richmond onde se alistou no Exército como atirador durante a Guerra Hispano-Americana, onde foi acidentalmente ferido com um tiro efetuado por seu segundo-tenente, que limpava seu rifle.

### Casamentos
Pouco se sabe sobre seu primeiro casamento com Lena Chase, em 1907. Eles se separaram em 1916 e o casamento acabou por fim em 1922. Casou-se com sua  segunda esposa, Fannie S. Clay, logo após se divorciar de Chase, divorciando-se dela em 1943. Seu terceiro casamento foi em 1944, com Elaine Plaines, em Columbus, Ohio, permanecendo juntos até a morte de Bill, em 1949. Ele não teve filhos em nenhum de seus casamentos.

## Carreira

### Primeiros filmes
Seu primeiro papel no cinema foi em um musical de 1930, da RKO Pictures, chamado Dixiana. Ele foi escalado em especial para apenas uma cena. Em seguida, ele foi o protagonista de Harlem is Heaven (1932), muitas vezes creditado como o primeiro filme a ter um elenco inteiramente negro. Foi produzido em Nova Iorque, mas não foi bem nas bilheterias.

## Morte
Seu último projeto teatral foi Two Gentlemen from the South, mas nunca estreou. Sua última aparição em público foi em 1949, algumas semanas antes de sua morte, como convidado do programa de Ted Mack, The Original Amateur Hour.
Apesar de ter sido um dos mais bem pagos artistas negros da primeira metade do século XX, ganhando mais de 2 milhões de dólares durante a carreira, Bill morreu pobre, aos 71 anos, em 1949, de insuficiência cardíaca. Seu funeral foi pago por seu amigo de longa data e apresentador de televisão, Ed Sullivan e foi realizado no mausoléu do 369º Regimento de Infantaria, no Harlem. Hoje ele está sepultado no Cemitério Evergreens, no Brooklyn.

## Filmografia
| Ano  | Título                     | Papel              |
| ---- | -------------------------- | ------------------ |
| 1929 | Hello, Bill                | Dançarino          |
| 1930 | Dixiana                    | Dançarino          |
| 1932 | Harlem is Heaven           | Bill               |
| 1933 | The Big Benefit            | Ele mesmo          |
| 1934 | King for a Day             | Bill Green         |
| 1935 | The Big Broadcast of 1936  | Dançarino          |
| 1935 | The Little Colonel         | Andarilho          |
| 1935 | The Littlest Rebel         | Tio Billy          |
| 1935 | In Old Kentucky            | Wash Jackson       |
| 1935 | Hooray for Love            | Ele mesmo          |
| 1937 | One Mile from Heaven       | Oficial Joe Dudley |
| 1938 | Rebecca of Sunnybrook Farm | Aloysius           |
| 1938 | Up the River               | Memphis Jones      |
| 1938 | Cotton Club Revue          | Ele mesmo          |
| 1938 | Just Around The Corner     | CaboJones          |
| 1942 | Let's Scuffle              | Ele mesmo          |
| 1942 | By an Old Southern River   | Dançarino          |
| 1943 | Stormy Weather             | Bill Williamson    |